# Kongsvinger Idrettslag Toppfotball 1996
Questa voce raccoglie le informazioni riguardanti il Kongsvinger Idrettslag Toppfotball nelle competizioni ufficiali della stagione 1996.

## Rosa
| N. |                     | Ruolo | Calciatore           |
| -- | ------------------- | ----- | -------------------- |
|    | Norvegia (bandiera) | D     | Bjørn Berg           |
|    | Norvegia (bandiera) | D     | Øivind Berg          |
|    | Norvegia (bandiera) | C     | Trym Bergman         |
|    | Norvegia (bandiera) | D     | Charles Berstad      |
|    | Norvegia (bandiera) | C     | Per Gunnar Dalløkken |
|    | Norvegia (bandiera) | C     | Eirik Dybendal       |
|    | Norvegia (bandiera) | C     | Arnfinn Engerbakk    |
|    | Norvegia (bandiera) | D     | Vidar Evensen        |
|    | Norvegia (bandiera) | C     | Tommy Grønvold       |
|    | Norvegia (bandiera) | P     | Svein Inge Haagenrud |
|    | Norvegia (bandiera) | C     | Espen Hagh           |

| N. |                     | Ruolo | Calciatore           |
| -- | ------------------- | ----- | -------------------- |
|    | Norvegia (bandiera) | A     | Pål Håpnes           |
|    | Norvegia (bandiera) | A     | Stein Arne Ingelstad |
|    | Norvegia (bandiera) | C     | Tor Gunnar Johnsen   |
|    | Norvegia (bandiera) | C     | Ove Jørstad          |
|    | Norvegia (bandiera) | C     | Jørn Karlsrud        |
|    | Norvegia (bandiera) | P     | Ole Arvid Langnes    |
|    | Norvegia (bandiera) | D     | Ole Einar Martinsen  |
|    | Norvegia (bandiera) | D     | Erik Noppi           |
|    | Norvegia (bandiera) | C     | Vidar Riseth         |
|    | Norvegia (bandiera) | C     | Sven Erik Sætre      |
|    | Norvegia (bandiera) | D     | Hai Ngoc Tran        |

## Risultati

### Campionato

#### Girone di andata
| Arbitro: | Pedersen |

|                                                  |           |                                                   |
| Dahlum 17’ Pettersen 45’ Berhus 62’ Bjønsaas 80’ | Marcatori | 23’, 70’ Bergman 48’ Evensen 55’ Riseth 90’ Noppi |

| Arbitro: | Skjervold |

|            |           |                           |
| Riseth 80’ | Marcatori | 68’ Enerly 74’ dos Santos |

| Arbitro: | Kjelbrott |

|             |           |            |
| Isaksen 59’ | Marcatori | 66’ Riseth |

| Arbitro: | Singsaas |

|             |           |                                                           |
| Evensen 26’ | Marcatori | 5’ Gulbrandsen 23’, 50’ Frigård 53’ Sandstø 66’ Bergdølmo |

| Arbitro: | Øvrebø (Oslo) |

|                          |           |         |
| Ingelstad 66’ Håpnes 72’ | Marcatori | 6’ Berg |

| Arbitro: | Hansen |

|                         |           |  |
| Sundgot 2’ Solskjær 60’ | Marcatori |  |

| Arbitro: | Kvam |

|                     |           |                                 |
| Noppi 2’ Riseth 57’ | Marcatori | 12’ Rushfeldt 49’ Berg Johansen |

| Arbitro: | Skjervold |

|                                                       |           |  |
| Belsvik 7’ Gärdeman 71’, 76’ Viljugrein 85’ Mayer 88’ | Marcatori |  |

| Arbitro: | Skjerven (Kaupanger) |

|              |           |  |
| Karlsrud 11’ | Marcatori |  |

| Arbitro: | Hollung |

|                       |           |  |
| Flo 42’ Ludvigsen 60’ | Marcatori |  |

| Arbitro: | Kjelbrott |

|                                    |           |               |
| Ingelstad 79’ Riseth 47’ Noppi 65’ | Marcatori | 70’ Østenstad |

| Arbitro: | Larsgård |

|                                        |           |  |
| Jakobsen 31’ Iversen 35’ Brattbakk 90’ | Marcatori |  |

| Arbitro: | Nilsen |

|                 |           |            |
| Bergman 4’, 30’ | Marcatori | 72’ Tangen |

#### Girone di ritorno
| Arbitro: | Pedersen |

|  |           |                   |
|  | Marcatori | 6’, 31’ Robertson |

| Oslo 14 luglio 1996, ore ??:?? CEST 15ª giornata | Skeid     | 0 – 0 referto | Kongsvinger | Ullevaal Stadion (1.810 spett.)\| Arbitro: \| Ditlefsen \| |
| Arbitro:                                         | Ditlefsen |               |             |                                                            |

| Arbitro: | Skjervold |

|                               |           |  |
| Bergman 11’, 71’ Karlsrud 54’ | Marcatori |  |

| Lillestrøm 4 agosto 1996, ore ??:?? CEST 17ª giornata | Lillestrøm | 0 – 0 referto | Kongsvinger | Åråsen Stadion (4.201 spett.)\| Arbitro: \| Pedersen \| |
| Arbitro:                                              | Pedersen   |               |             |                                                         |

| Arbitro: | Øvrebø (Oslo) |

|                                         |           |                                         |
| Johansen 43’, 76’, 80’ Bjørkan 65’, 90’ | Marcatori | 38’ Berstad 53’ Engerbakk 67’ Ingelstad |

| Arbitro: | Hollung |

|               |           |  |
| Ingelstad 40’ | Marcatori |  |

| Arbitro: | Hansen |

|                        |           |             |
| Swift 29’ Berntsen 33’ | Marcatori | 87’ Jørstad |

| Arbitro: | Aass |

|                                         |           |                       |
| Bergman 9’, 35’ Engerbakk 26’ Noppi 33’ | Marcatori | 14’ Belsvik 76’ Kaasa |

| Oslo 8 settembre 1996, ore ??:?? CEST 22ª giornata | Vålerenga | 0 – 0 referto | Kongsvinger | Ullevaal Stadion (4.401 spett.)\| Arbitro: \| Eriksen \| |
| Arbitro:                                           | Eriksen   |               |             |                                                          |

| Arbitro: | Larsgård |

|                |           |                         |
| Noppi 79’, 83’ | Marcatori | 41’ Mjelde 59’ Pedersen |

| Arbitro: | Hauge (Bergen) |

|               |           |  |
| Østenstad 65’ | Marcatori |  |

| Arbitro: | Nilsen |

|                                                              |           |                                         |
| Skammelsrud 25’ (aut.) Engerbakk 46’ Karlsrud 78’ Håpnes 82’ | Marcatori | 17’ Soltvedt 47’ Jakobsen 72’ Brattbakk |

| Arbitro: | Nilsen |

|                   |           |                          |
| Andresen 40’, 50’ | Marcatori | 62’ Bergman 78’ Karlsrud |

### Coppa di Norvegia
| 23 maggio 1996, ore ??:?? CEST Primo turno                                               | Fart                 | 1 – 1 referto | Kongsvinger | (500 spett.) |
| \| \| \| \| \| Hexberg 90’ \| Marcatori \| 34’ Sætre \| \| \| Tiri di rigore 3 – 4 \| \| |                      |               |             |              |
|                                                                                          |                      |               |             |              |
| Hexberg 90’                                                                              | Marcatori            | 34’ Sætre     |             |              |
|                                                                                          | Tiri di rigore 3 – 4 |               |             |              |

| 12 giugno 1996, ore ??:?? CEST Secondo turno                                         | Grei      | 1 – 4 referto                          | Kongsvinger | (250 spett.) |
| \| \| \| \| \| Karlaug 65’ \| Marcatori \| 10’ Karlsrud 26’ Sætre 30’, 59’ Riseth \| |           |                                        |             |              |
|                                                                                      |           |                                        |             |              |
| Karlaug 65’                                                                          | Marcatori | 10’ Karlsrud 26’ Sætre 30’, 59’ Riseth |             |              |

| 27 giugno 1996, ore ??:?? CEST Terzo turno                | Kongsvinger | 2 – 0 referto | Elverum | (810 spett.) |
| \| \| \| \| \| Karlsrud 25’ Håpnes 87’ \| Marcatori \| \| |             |               |         |              |
|                                                           |             |               |         |              |
| Karlsrud 25’ Håpnes 87’                                   | Marcatori   |               |         |              |

| 17 luglio 1996, ore ??:?? CEST Quarto turno                            | Molde     | 0 – 3 referto                        | Kongsvinger | (2.200 spett.) |
| \| \| \| \| \| \| Marcatori \| 15’ Bergman 49’ Riseth 90’ Ingelstad \| |           |                                      |             |                |
|                                                                        |           |                                      |             |                |
|                                                                        | Marcatori | 15’ Bergman 49’ Riseth 90’ Ingelstad |             |                |

| 14 agosto 1996, ore ??:?? CEST Quarti di finale                                           | Moss      | 2 – 3 referto                 | Kongsvinger | (2.791 spett.) |
| \| \| \| \| \| Andresen 17’ Olofsson 46’ \| Marcatori \| 18’ Bergman 42’, 85’ Karlsrud \| |           |                               |             |                |
|                                                                                           |           |                               |             |                |
| Andresen 17’ Olofsson 46’                                                                 | Marcatori | 18’ Bergman 42’, 85’ Karlsrud |             |                |

| 22 settembre 1996, ore ??:?? CEST Semifinale Andata                                                          | Kongsvinger | 1 – 5 referto                                                     | Bodø/Glimt | (4.229 spett.) |
| \| \| \| \| \| Noppi ?’ \| Marcatori \| 36’ (rig.) NJohnsenppi 37’, 83’ Mikalsen 63’ Ellingsen 89’ Hansen \| |             |                                                                   |            |                |
| |             |                                                                   |            |                |
| Noppi ?’ | Marcatori   | 36’ (rig.) NJohnsenppi 37’, 83’ Mikalsen 63’ Ellingsen 89’ Hansen |            |                |

| 2 ottobre 1996, ore ??:?? CEST Semifinale Ritorno           | Bodø/Glimt | 2 – 0 referto | Kongsvinger | (2.934 spett.) |
| \| \| \| \| \| Sørensen 19’ Johansen 32’ \| Marcatori \| \| |            |               |             |                |
|                                                             |            |               |             |                |
| Sørensen 19’ Johansen 32’                                   | Marcatori  |               |             |                |